# Еберштадт
Еберштадт (нім. Eberstadt) — громада в Німеччині, знаходиться в землі Баден-Вюртемберг. Підпорядковується адміністративному округу Штутгарт. Входить до складу району Гайльбронн.
Площа — 12,5 км2. Населення становить 3115 ос. (станом на 31 грудня 2020).